# Полуавтоматическая блокировка
Полуавтомати́ческая блокиро́вка (ПАБ) — система  регулирования движения поездов, применяемая на малодеятельных участках железных дорог. При ПАБ неделимым является весь перегон между соседними станциями и/или блок-постами (межстанционный или межпостовой перегон). На станциях, ограничивающих перегон, установлены блок-сигналы и релейные приборы, связанные электрически двухпроводной линейной цепью. Разрешением на занятие перегона, на котором может находиться только один поезд, служит зелёный огонь выходного или проходного светофора. Дежурный станции приёма (блокпоста), убедившись в прибытии поезда, подаёт на станцию отправления электрический блокировочный сигнал, который деблокирует светофоры. Это необходимо, так как на однопутных участках выходные светофоры соседних станций, ограничивающих перегон, закрыты и для отправления поезда нужно предварительно получить блокировочный сигнал согласия от дежурного станции приёма.
Одним из основных недостатков полуавтоматической блокировки является отсутствие рельсовых цепей на большей части перегона (за исключением участков приближения перед входными светофорами, длина этих участков равна тормозному пути). Вследствие этого:
- Нет фактического непрерывного контроля свободности перегона. Свободность контролируется только по обмену блокировочными сигналами между станциями. В случае, если от поезда оторвутся вагоны, контрольные приборы не покажут занятость перегона, поэтому дежурный по станции обязательно должен проверять прибытие поезда в полном составе по наличию хвостового сигнала или номеру хвостового вагона. Только убедившись, что поезд прибыл целиком, дежурный имеет право подать на соседнюю станцию блокировочный сигнал прибытия.
- Невозможна работа АЛСН.
- Не контролируется целостность рельсовой нити, так как в рельсах перегона отсутствует электрический ток.
- На одном перегоне, независимо от его длины может находиться только один поезд. Следующий поезд, даже в попутном направлении, можно отправить следом со станции только после полного освобождения всего перегона предыдущим поездом.

## Блок-посты
Для повышения эффективности действия устройств ПАБ применяют автоматические блокпосты, имеющие специальные устройства, контролирующие свободность перегона и проследование поездом блокпоста. В этом случае процесс уведомления о проследовании поезда и посылка блокировочного сигнала прибытия автоматизированы.
Контроль свободности перегона автоматизируется с помощью системы счета осей на станции и перегоне (ДПЭП-М-У, ЭССО), которая определяет количество осей в отправляющемся поезде и передает эту информацию на соседнюю станцию. Там у прибывающего поезда датчик вновь считает оси, и если показания обоих датчиков совпали, то блокировочный сигнал прибытия передается автоматически.